# Michael D' Agostino
Michael D'Agostino (Vancouver, Canadá; 7 de enero de 1987) es un exfutbolista y entrenador canadiense. Es entrenador asistente en el Vancouver Whitecaps de la Major League Soccer desde 2021.
Como futbolista, se desempeñó de centrocampista. Comenzó su carrera en su país y en 2007 fichó en el Blackpool. En Inglaterra además jugó en el Cheltenham Town y el Hereford United. Su último club fue el Sportfreunde Siegen alemán. A nivel internacional, fue seleccionado canadiense sub-15 y sub-20.

## Selección nacional
D'Agostino disputó 19 encuentros con la selección sub-20 de Canadá.

## Clubes

### Como jugador
| Club                            | País           | Año       |
| ------------------------------- | -------------- | --------- |
| Kentucky Wildcats (Universidad) | Estados Unidos | 2005      |
| Whitecaps FC Academy            | Canadá         | 2006      |
| Blackpool FC                    | Inglaterra     | 2007-2008 |
| Cheltenham Town (A préstamo)    | Inglaterra     | 2007-2009 |
| Hereford United                 | Inglaterra     | 2009      |
| Schwarz-Weiss Essen             | Alemania       | 2011      |
| Sportfreunde Siegen             | Alemania       | 2012      |

### Como entrenador
| Club                            | País   | Año           |
| ------------------------------- | ------ | ------------- |
| Vancouver Whitecaps (asistente) | Canadá | 2021-presente |

## Palmarés

### Títulos nacionales
| Título                      | Club                 | País   | Año  |
| --------------------------- | -------------------- | ------ | ---- |
| Pacific Coast Soccer League | Whitecaps FC Academy | Canadá | 2006 |